# 尻トレ
尻トレ（しりトレ）とは、お尻の筋肉を鍛える筋トレのことである。
主に、大殿筋・中殿筋・小殿筋を鍛える。尻トレを行うことは、男女関係なくメリットが多い。
YouTubeでは、たくさんの尻トレ動画が配信されているほど、お尻の筋肉を鍛えることはメリットが多いのである。

## 尻トレの効果
尻トレをすることのメリットは、お尻の筋肉を鍛えることで、お尻が引き締まり、綺麗なヒップラインを作ることができる。大殿筋は、骨盤と繋がっているため、ウエストを引き締め、体のバランスを安定させる効果もある。また、足が速くなったり、足の疲労が軽減される。下半身には筋肉が多く、基礎代謝も大きいため、太りにくくなる効果がある。

## 尻トレのやり方
尻トレは主に下記の方法で鍛えることが多い。

### スクワット
スクワットはお尻に負荷をかけやすく、効果的ではあるが、やり方を間違えると効果がない。

### ヒップリスト
床に寝転び、お尻を浮かせて姿勢をキープする方法。時間はかかるが、効果はかなり期待ができる。

### サイドヒップサークル
横向きになって、片方の足を空中で円を描くように動かす。効果は正しくやれば、かなり期待ができる。

### サイドヒップレイズ
四つん這いになり、それぞれの膝を横に90°保ち、姿勢をキープする。この時、姿勢が悪いと効果は薄れる。

## 道具の使用
尻トレは上の方法に道具を使うことで、お尻にさらなる負荷をかけることが可能である。

### ダンベル
スクワットとの相性は抜群であり、大殿筋などの筋肉にさらなる負荷を与えることができる。ただし、自分に合っていない重さのダンベルの使用は腰を痛める恐れがあるので、注意すること。

### フィットネスチューブ・バンド
お尻より下に取り付ける。サイドヒップレイズなどの足を動かす種類とは相性が良い。負荷をさらにかけやすい。

### バランスボール
バランスボールでヒップリストを行うことは、かなりの効果が期待でき、姿勢のバランスを保てるようになる効果もある。

## 尻トレを行う場所
尻トレを行う場合、主に次の2つの場所で行う。

### 家
早くでき、ジムとは違いお金はかからないが、家の大きさによってはできる事が少なくなりやすい。

### ジム
設備が整っており、お尻にかなりの負荷をかける道具が多数存在する。しかし、お金がかかることや忙しい人は中々ジムに通うことが難しい。

## 服装
尻トレを行う際の服装は、動かしやすい服がおすすめである。尻トレで代表的なのは、下記のものである。

### 下半身
- レギンス
- ロングスパッツ

### 上半身
- トップス
- ボトムス
- インナー
- アンダーウェア

### その他
- シューズ
- ソックス

### 注意
必ず、自分のサイズに合ったものを着用する必要がある。これを怠ると、動きが制限されて、効果が薄れてしまう。